# Etienne van Heerden
Etienne Roché van Heerden (* 3. Dezember 1954 in Johannesburg, Südafrikanische Union) ist ein südafrikanischer Schriftsteller.

## Leben
Van Heerden wurde 1954, sechs Jahre nach Einführung der Apartheid, als Sohn einer englischsprachigen Mathematiklehrerin und eines afrikaanssprachigen Schafzüchters auf einer Farm in der Karoo geboren. Nach seinem Studium war er als Anwalt hauptsächlich für schwarze Klienten tätig und lernte so aus erster Hand die Missstände in den Townships kennen.
Nach seinem 30. Geburtstag nahm er ein Literaturstudium auf. In den 1980er Jahren war er Mitglied einer Gruppe afrikaanssprachiger Autoren, die sich heimlich mit Mitgliedern des verbotenen African National Congress trafen. Heute lehrt er an europäischen Universitäten, wie zum Beispiel Leiden und Antwerpen, und ist Dozent an der Universität Kapstadt. Mit seiner Frau, einer Ärztin, hat er zwei Töchter.

## Werke
- Matoli (1978)
- My Cuban (1983)
- Om te AWOL (1984)
- Liegfabriek (1988)
- Toorberg (Englisch: Ancestral Voices) (1986, 1989)
  - Geisterberg, a.d. Afrikaans von Peter Sulzer, Unionsverlag Zürich, 1993.
- Casspirs en Camparis (Englisch: Casspirs and Camparis) (1991)
- Die Stoetmeester (Englisch: Leap Year) (1993, 1997)
- Kikoejoe (Englisch: Kikuyu) (1996)
- Die Swye van Mario Salviati (2000)
  - Das lange Schweigen, a.d. Afrikaans von Stefanie Schäfer, München 2004
- In stede van die liefde (2005)
- Asbesmiddag (2007)
- 30 Nagte in Amsterdam (2008)
- Klimtol (2013)
- Die Wêreld van Charlie Oeng (2017)
- Die Biblioteek aan die Einde van die Wêreld (2019)
- Gebeente (2023)

## Auszeichnungen
- 1989: Hertzogprys für Prosa für Toorberg
- 2010: Hertzogprys für Prosa für 30 Nagte in Amsterdam